# Pettinengo
Pettinengo är en ort och kommun i provinsen Biella i regionen Piemonte i Italien. Kommunen hade 1 520 invånare (2018).
Den tidigare kommunen Selve Marcone infogades den 1 januari 2017.